# 静岡県立静岡高等学校
静岡県立静岡高等学校（しずおかけんりつしずおかこうとうがっこう、英語: Shizuoka Prefectural Shizuoka Senior High School）は、静岡県静岡市葵区長谷町に所在する県立高等学校。

## 概要
1878年（明治11年）に静岡師範学校中学課として開校した公立高校。文武両道を掲げ、生徒による自治を重んじる。通称は「静高（しずこう）」、旧制中学時代を「静中（せいちゅう）」。生徒は「岳南健児」と呼ばれる。
昭和天皇が1930年（昭和5年）と1946年（昭和21年）に2度視察（来校）。1930年（昭和5年）の行幸を記念して卬高碑が建立された。
部活動が盛んで多くの実績を残している。野球部、男子バスケットボール部、男子硬式テニス部は全国大会優勝を経験している。野球をはじめとして、サッカー、バスケットボール、競泳、水球ではオリンピック代表選手を輩出。伝統的な学校行事である仮装には、毎年多くの観覧者が訪れる。
特に近年、卒業生による学術分野での活躍が目覚ましく、国内最高の学術賞である日本学士院賞については、2000年以降5名、合計で2桁の受賞者が出ている。
校地は北緯35度に位置し、構内に独立図書館を持つ。
校訓
卬高（こうこう）「高きを仰ぐ」
実践目標
- われわれは勉強を本分とする。
- われわれは人に迷惑をかけない。
- われわれは自主的に行動する。
- われわれは勤労を愛する。(定時制)

## 沿革

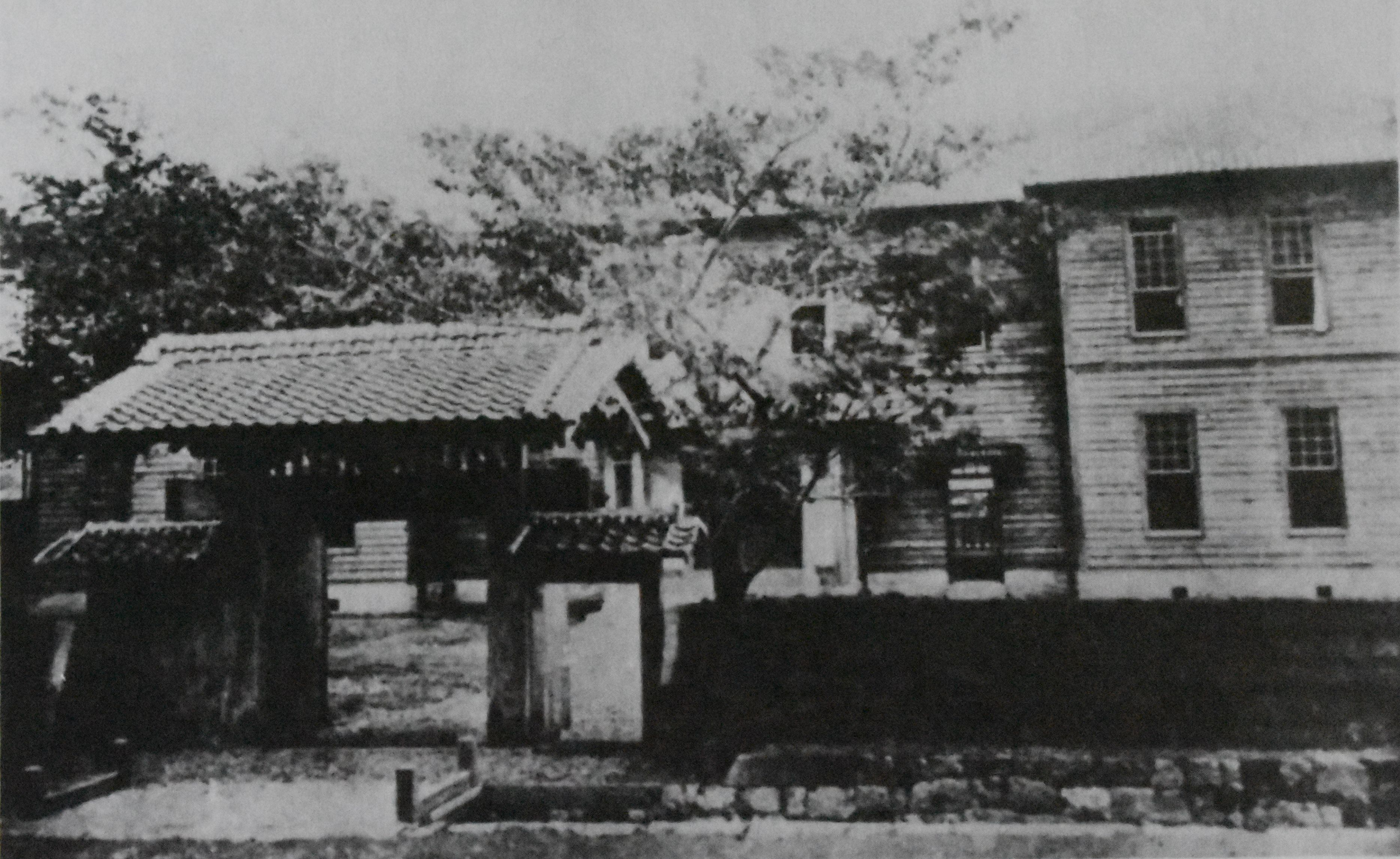
明治19年（1886年）頃の「静岡中学校」

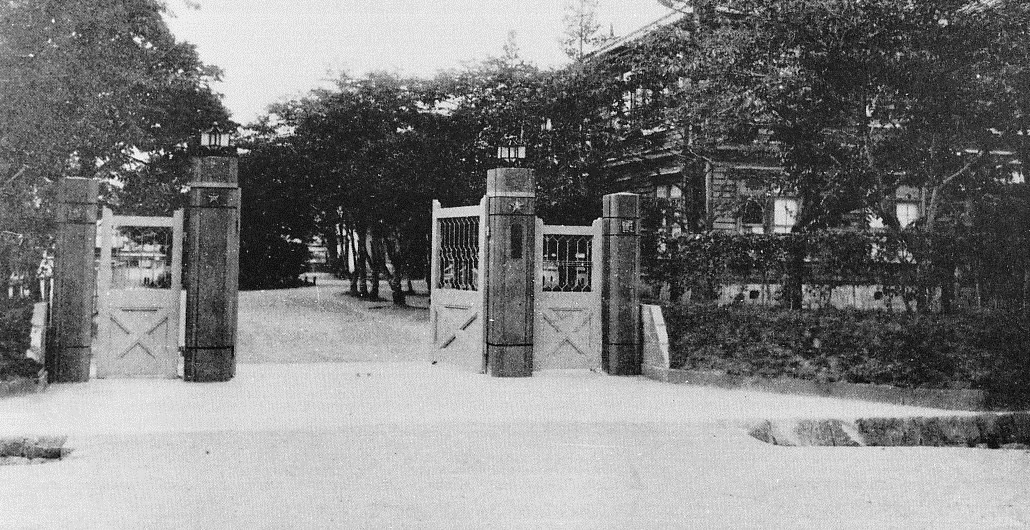
旧制静岡中学校（1930年）

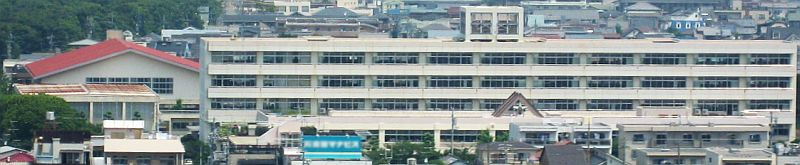
静岡県立静岡高等学校 遠景

- 1878年（明治11年） - 安倍郡静岡追手町（現・葵区駿府町）の静岡師範学校内に中学課を開設。
- 1879年（明治12年） - 静岡師範学校中学課を分離し「静岡中学校」とする。
- 1886年（明治19年） - 静岡中・浜松中・沼津中の3校を合併し「県立静岡中学校」と改称。
- 1886年（明治19年） - 「県立静岡尋常中学校」に改称。
- 1887年（明治20年） - 安倍郡静岡西草深町に校舎が完成し移転。
- 1887年（明治20年） - 「静岡県尋常中学校」に改称。
- 1896年（明治29年） - 徳川慶喜より金百円受贈[2]。
- 1898年（明治31年） - 「静岡県静岡尋常中学校」に改称。
- 1899年（明治32年） - 「静岡県静岡中学校」に改称。
- 1900年（明治33年） - 安東村北安東の新校舎に移転。
- 1901年（明治34年） - 「静岡県立静岡中学校」に改称。
- 1913年（大正2年） - 同盟休校と校長辞任。
- 1915年（大正4年） - 大正天皇即位の御大典を記念し、寄宿舎を「仰止(ぎようし)寮」と命名[3]。
- 1928年（昭和3年） - プール新設及び図書館完成。
- 1930年（昭和5年） - 昭和天皇が行幸、授業及び諸運動を観覧。「卬高碑」建立。
- 1931年（昭和6年） - 仰止寮閉寮。
- 1945年（昭和20年） - 戦災により校舎消失。工場や連隊兵舎跡地等を仮校舎として使用。
- 1946年（昭和21年） - 昭和天皇が再び行幸（昭和天皇の戦後巡幸）[4]。
- 1947年（昭和22年） - 旧34連隊兵舎に手を入れ校舎移転。
- 1948年（昭和23年） - 新学制実施。「静岡県立静岡第一高等学校」に改称。定時制課程設置。第1回卬高祭。
- 1949年（昭和24年） - 「静岡県立静岡城内高等学校」に改称。男女共学となる。
- 1953年（昭和28年） - 静岡市長谷町に新校舎が完成し生徒、職員全員移転。「静岡県立静岡高等学校」に改称。
- 1978年（昭和53年） - 創立100周年記念式典及び記念行事挙行。
- 1989年（平成元年） - 新校舎落成式挙行。
- 2003年（平成15年） - 創立125周年記念式典及び記念行事挙行。
- 2004年（平成16年） - 創立125周年記念資料館「卬高館」落成。
- 2005年（平成17年） - 全天候型運動場(静高ドーム)竣工。
- 2012年（平成24年） - 体育館の耐震工事完了。
- 2024年（令和6年） - 文部科学省DXハイスクールに指定。

## 校歌
- 作詞： 吉丸一昌 (1873-1916)
- 作曲： 島崎赤太郎 (1874-1933)
- 制定： 1916年（大正5年）5月27日

現在、公式行事等では一番のみを歌う。
ただし、旧制中学時代の出身者を中心に2番以降も歌われている。

## 部活動など
校外活動に取り組む生徒の増加が見込まれること等を踏まえ、全員加入の方針が変更され、2024年度（令和６年度）から部活動は任意となっている。

### 運動部

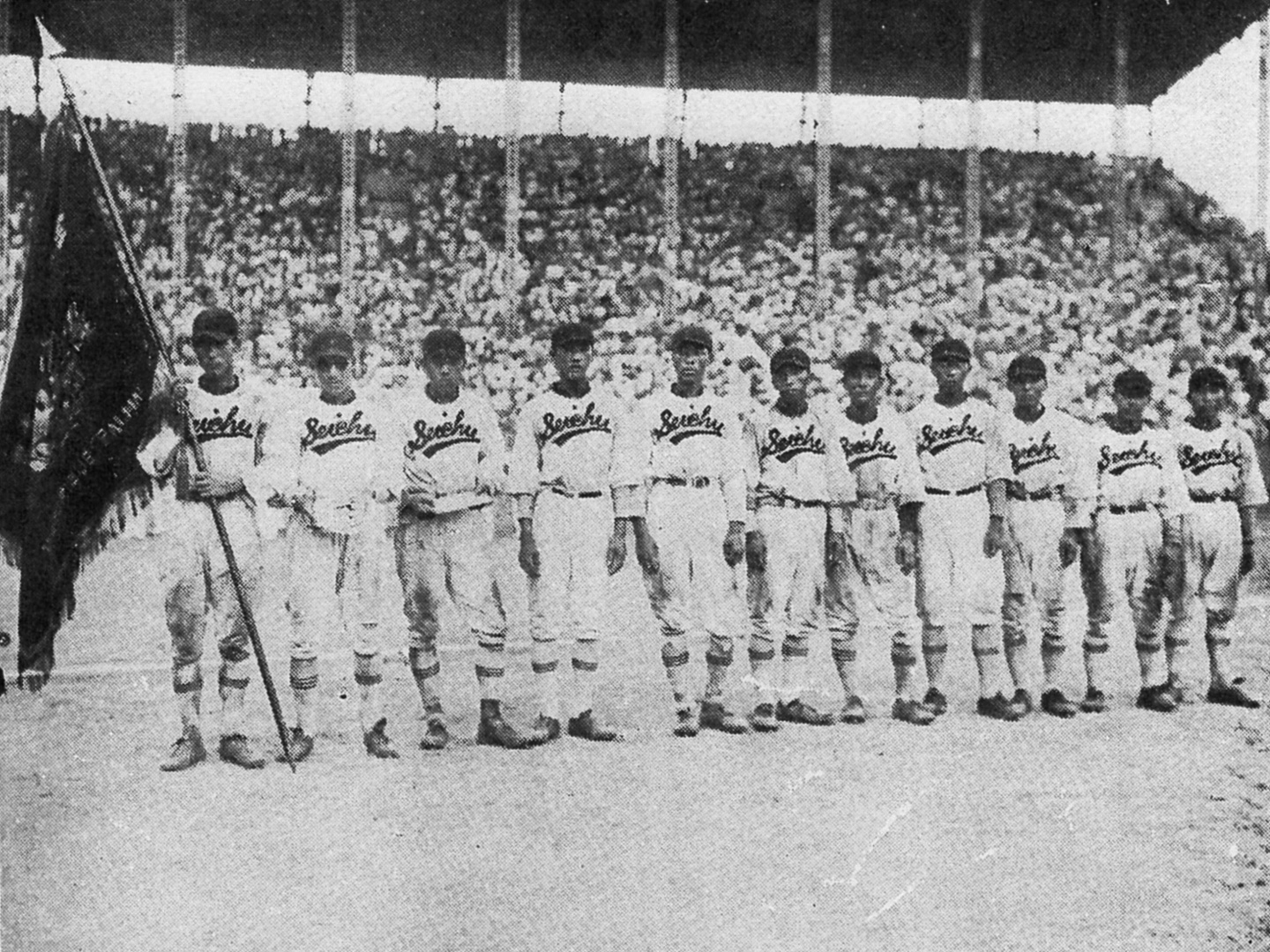
大正15年夏の甲子園で優勝した静岡中学野球部

- 野球部
1896年（明治29年）創部。
1926年（大正15年）第12回全国中等学校優勝野球大会（夏の甲子園）優勝。準々決勝では延長19回を制した（静岡中対前橋中延長19回参照）。
1930年（昭和5年）5月29日、静中校庭において天覧試合（対静岡商）が行われた。両校ではこれを記念し、翌1931年より毎年5月に定期戦を開催。中断2回[6]、対外試合自粛3回[7]、ノーゲーム1回[8]、中止1回[9]を挟み、1931年（昭和6年）以降の戦績は46勝27敗（2025年5月末）。
1949年（昭和24年）第4回国民体育大会高等学校野球競技（硬式の部）優勝。
静岡県における全国大会最多出場校。 全国高等学校野球選手権大会出場26回、優勝1回、準優勝2回（1960年、1973年）、選抜高等学校野球大会（春の甲子園）出場17回、明治神宮野球大会（高校の部は1973年から開催）出場4回（2021年8月末現在）。2017年（平成29年）秋は全国ベスト4、2015年（平成27年）春は選抜ベスト8。
セ・パ両リーグ12球団全てにプロ野球選手を輩出する他、OBは、プロ野球球団運営関係者、プロ野球審判員、野球解説者、社会人野球/大学野球 選手・監督・コーチ、高校野球 監督・コーチなど、日本の野球界で広く活躍する。
静岡県では公立高校入試で学区制が廃止された2008年（平成20年度）に学校裁量枠が導入され、各校が裁量により選抜割合を決めている。静高では定員（320人）の3%程度を「野球（男）における実績、適性、活動意欲」（調査書の9教科の評定合計が一定水準に達し、学力検査の結果に著しく問題のある者を除く[10]）により選抜する。同枠で静岡県内から例年10名前後が入学。同校では、裁量枠の全てを野球部に適用している。選手は共通枠で入学した者と合わせ、ひと学年平均13名ほど。
- 男子バスケットボール部
1941年（昭和16年）創部。翌、1942年（昭和17年）静岡県大会初優勝[11]。
18回の全国大会出場中、全国優勝1回、準優勝3回。
部創設50周年を記念して、OBにより執筆された静中・静高バスケットボール部創設50周年記念誌「バスケ狂たちの青春期 “Memories on the Basketball Court”」が発行された。
- 男子硬式テニス部
1966年（昭和41年）全国高等学校総合体育大会テニス競技大会の団体戦、ダブルスにおいて全国優勝。49年以降18年連続出場し、準優勝1回、3位4回。近年では、2004年（平成16年）全国選抜高等学校テニス大会全国3位、2005年（平成17年）高校総体ダブルス同3位。
- サッカー部
第29回全国高等学校サッカー選手権大会出場。2024年1月2日、創部100周年記念事業を開催。
- ラグビー部
2011年（平成23年）創設60周年記念行事として神奈川県立湘南高等学校と静岡県草薙総合運動場において招致試合をした。
2013年（平成25年）高校総体、県大会優勝（15年ぶり）。
- バレー部
1970年（昭和45年）全国高等学校バレーボール選抜優勝大会全国大会出場。
- 山岳部
2022年全国高校総体登山大会4位。
- 弓道部
高校総体東海大会出場（個人）、全国高等学校弓道選抜大会東海地区大会（団体）出場。

### 文化部
囲碁部が1980年（昭和55年）、全国高校囲碁選手権大会全国3位。ギター・マンドリン部が2025年（令和7年）、全国高等学校ギター・マンドリン音楽コンクール特別賞「スペイン大使賞」受賞（特別賞受賞は平成29年以来8年ぶり）。

### その他の活動
1988年（昭和63年）第8回全国高等学校クイズ選手権優勝。

## 学校行事
- 4月 - ホームルームデー (クラスごとに目的地を決めて、親睦を深めるべく遠足する。)
- 5月 - 教育講演会 (OBの著名人による公演。5月上旬。)
- 6月 - 卬高祭 (仮装、文化祭、卬高展。上旬に3日間で実施。)
  - 仮装：1948年（昭和23年）の第1回卬高祭から続く本校最大の伝統行事。各クラス8分間の無声劇。かつては9月23日（秋分の日）に実施されていたが、現在では6月に変更されている。初期にはクラスごとに静岡駅前を仮装して行進することもあった。
  - 文化祭：市民文化会館にて、音楽系文化部や演劇部などの発表が行われる。
  - 卬高展：文化部の展示発表のほか、綱引き大会、有志バンドの発表が行われる。
- 9月 - 体育大会 (いわゆる運動会とは異なり、個人陸上競技が中心。9月末に実施。)
- 10月 - 球技大会 (クラス対抗形式で行う。二学期中間テスト後(10月中旬)に実施。)
- 12月 - 修学旅行
  - 2年生の12月に3泊4日で実施。平成20年度入学の生徒から、奈良京都、台北の2ヶ所から行き先を選択できるようになった。各人の「研修」との位置づけである。
- 1月
  - 冬の祭典 (音楽系文化部による発表会。1月中旬から下旬に実施。)
- 2月
  - マラソン大会は令和6年度から中止となった[13]。

## 教育
- 定期試験、学力テスト、校外模擬試験など試験は多く、長期休業明けを含め、ほぼ一ヶ月に一回試験が行われる。
- 65分授業(×5時限)を行っている。また、隔週で土曜に正規の授業を行い、並行してオープンスクールを実施している。

## 服装
- 男女とも制服着用。
- 男子生徒は黒色・金ボタンの学生服（学ラン）、女子生徒はチャコールグレーのブレザーとスカート（全日制・1967年（昭和42年）制定。定時制は紺色）。略装（夏服）は男子がワイシャツとスラックス、女子がブラウスとチャコールグレーのスカートである。
- 校舎内は土足で出入りできるが、床の傷つきを抑えるため下駄の着用は禁止。

## 著名な出身者

### （日本学士院賞）
- 狩野方伸（神経生理学、東京大学大学院医学系研究科教授、井上学術賞 2004年、上原賞 2014年、日本学士院賞 2023年）
- 磯貝明（セルロースナノファイバーの研究、東京大学名誉教授・特別教授、日本学士院賞 2019年）
- 近藤豊（地球科学、東京大学名誉教授、藤原賞 (日本気象学会) 2013年、東レ科学技術賞 2014年、日本学士院賞 2015年）
- 長谷川博（動物生態学、東邦大学名誉教授、日本学士院エジンバラ公賞 2000年、山階芳麿賞 2006年）
- 岡田吉美（分子生物学、東京大学名誉教授、日本農業研究所賞 1996年、日本学士院賞 2003年）
- 梶山雄一（仏教学、京都大学名誉教授、日本学士院賞 1959年）
- 松村博司（中古文学、名古屋大学名誉教授、日本学士院賞 1958年）本校元教員
- 大村秀雄（クジラ学、元日本鯨類研究所所長、日本学士院賞 1977年）
- 勝沼精蔵（血液学、名古屋大学第3代総長、農学部創設、日本学士院賞 1926年、文化勲章 1954年）
- 寺尾博（農業技術者、元東北帝国大学教授、元貴族院議員、元参議院議員、日本学士院賞 1944年）

### （物理学・工学）
- 室田真男（教育工学、東京科学大学教授、電子情報通信学会情報・システムソサイエティ活動功労賞 2011年）
- 田中仁（プラズマ物理学、元京都大学大学院エネルギー科学研究科教授、京都大学名誉教授）
- 桑原雅夫（交通工学、東京大学名誉教授、東北大学名誉教授）
- 岩堀惠祐（環境工学、元宮城大学副学長・静岡県立大学環境科学研究所長、宮城大学名誉教授)
- 小長井一男（防災工学、東京大学名誉教授、土木学会功績賞 2019年）
- 佐久田博司（教育工学、青山学院大学名誉教授、DEIM2010優秀インタラクティブ賞）
- 中村佳朗（流体力学、航空宇宙工学、名古屋大学名誉教授）
- 松木浩二（岩石力学、東北大学名誉教授、核燃料サイクル開発機構開発功績賞 2005年、資源・素材学会論文賞 2012年）
- 森田信男（石油工学、早稲田大学名誉教授、U.S.National Committee Rock Mechanics Award 1989年)
- 鈴木敏夫（船舶工学、大阪大学名誉教授）
- 小倉磐夫（応用光学、レーザー工学、東京大学名誉教授）
- 山根雅巳（機械工学、早稲田大学名誉教授）
- 高橋裕（河川工学、国際連合大学上席学術顧問、東京大学名誉教授）
- 近江宗一（冶金工学、流体工学、大阪大学名誉教授）
- 内山龍雄（一般ゲージ理論、大阪大学理学部第14代学部長、大阪大学名誉教授、東レ科学技術賞 1982年）
- 三宅静雄（結晶学、東京大学物性研究所第3代所長、東京大学名誉教授、東レ科学技術賞 1968年、朝日賞 1955年）
- 武藤俊之助（原子核物理学、東京大学物性研究所第2代所長、元東京大学教授・九州大学教授）
- 守屋富次郎（航空工学、東京大学名誉教授、元防衛庁技術研究所本部長・日本航空学会会長）
- 田中豊（土木工学、橋梁技術者、東京大学名誉教授、土木学会第33代会長、《土木学会田中賞》）

### （情報学）
- 藤田悟（人工知能、XML、法政大学情報科学部前学部長、法政大学情報科学部ディジタルメディア学科教授）
- 深澤良彰（ソフトウェア工学、計算機科学、人間環境大学総合環境学部学部長、早稲田大学名誉教授、文科大臣表彰 2021年）
- 吉田政幸（図書館情報学、化学、図書館情報大学第5代学長、図書館情報大学名誉教授）

### （建築学）
- 曽根幸一（元芝浦工業大学システム工学部長、芝浦工業大学名誉教授、BCS賞、グッドデザイン賞、公共建築賞優秀賞）
- 杉山英男（木質構造学、東京大学名誉教授、日本農学賞、米国林産学会業績賞、《杉山英男賞》)
- 長谷川房雄（建築環境工学、建築計画学、東北大学名誉教授)
- 梅村魁（建築構造学、元東京大学工学部長、東京大学名誉教授、日本建築学会賞大賞 1988年）
- 松下清夫（建築構造学、東京大学名誉教授、日本建築学会賞大賞 1989年）

### （化学・薬学）
- 山田浩（臨床薬理学、静岡県立大学薬学研究院医薬品情報解析学講座特任教授）
- 米澤宣行（有機化学、東京農工大学名誉教授、日本化学会第38回化学教育賞 2014年）
- 五島綾子（化学、科学史、元静岡県立大学経営情報学部大学院教授、パピルス賞 2007年）
- 三輪匡男（薬学、生化学、元静岡県立大学薬学部長、静岡県立大学名誉教授）
- 寺尾良保（有機合成化学、環境化学、元静岡県立大学大学院生活健康科学研究科教授、静岡県立大学名誉教授）
- 谷澤久之（薬理学、元広島女学院大学総合研究所所長・広島女学院大学生活科学部学部長）
- 川島紘一郎（薬理学、共立薬科大学名誉教授）
- 大石悦男（有機合成化学、元静岡県立大学大学院環境物質科学専攻有機合成化学研究室教授・専攻長、静岡県立大学名誉教授）
- 木村良平（薬剤学、静岡県立大学薬学部薬剤学教室第2代教授、静岡県立大学名誉教授）
- 木村栄一（有機化学、薬学、広島大学名誉教授、元日本薬学会会頭）
- 藤野威男（原子力・核燃料化学、元東北大学多元物質科学研究所教授）
- 中西頴央（薬理学、富山医科薬科大学医学部薬理学講座初代教授、元医学部長・副学長、富山医科薬科大学名誉教授）
- 中川直哉（有機化学、宇宙銀河の化学、電気通信大学名誉教授）
- 桐澤誠（薬学、日本大学薬学部初代学部長、元日本大学副総長、日本大学名誉教授）
- 野櫻俊一（高分子化学、大阪大学名誉教授、高分子科学功績賞 1985年）
- 鈴木進（放射線金属化学、東北大学金属材料研究所第13代所長、東北大学名誉教授）

### （医学）
- 寺田典生（腎臓内科、高知大学名誉教授、日本透析医学会総会学会賞（木本賞） 2003年）
- 原田慶恵（生物物理学、大阪大学ヒューマン・メタバース疾患研究拠点特任教授、元日本生物物理学会会長）
- 三浦克敏（病理学、浜松医科大学名誉教授、浜松医科大学1期生・初代同窓会長）
- 白川太郎（公衆衛生学、元京都大学大学院医学研究科教授・研究科長）
- 寺﨑浩子（眼科学、名古屋大学未来社会創造機構特任教授、名古屋大学第11代眼科学教授、名古屋大学名誉教授）
- 宮地良樹（皮膚科学、公立大学法人静岡社会健康医学大学院大学学長・理事長、京都大学名誉教授）
- 服部俊夫（免疫学、ウイルス学、感染症学、吉備国際大学保健福祉研究所教授、東北大学名誉教授）
- 岩﨑甫（先進的医療技術開発、医薬品開発、山梨大学副学長・融合研究臨床応用推進センター長・特任教授）
- 竹内勤（熱帯医学、元長崎大学熱帯医学研究所所長、慶應義塾大学名誉教授、《竹内勤記念国際賞》）
- 寺田護（寄生虫学、浜松医科大学名誉教授）
- 山本勇夫（脳神経外科学、横浜市立脳卒中・神経脊椎センター名誉病院長、横浜市立大学脳神経外科第2代教授、名誉教授）
- 伊藤達雄（整形外科学、東京女子医科大学八千代医療センター初代院長・名誉院長、東京女子医科大学名誉教授）
- 杉山貢（救急医学、消化器外科学、元横浜市立大学教授・横浜市立大学医学部附属市民総合医療センター病院長）
- 高田忠敬（消化器外科学、帝京大学名誉教授、日本肝胆膵外科学会/日本腹部救急医学会を設立・名誉理事長）
- 佐藤茂秋（分子疫学、衛生学、元国立がんセンター研究所生化学部部長、神戸大学名誉教授）
- 永田俊彦（精神病理学、元順天堂大学教授）
- 雨宮次生（眼科学、長崎大学眼科学教室第11代教授、長崎大学名誉教授）
- 森田全（生理学、元静岡県立大学大学院生活健康科学研究科教授・環境科学研究所長、静岡県立大学名誉教授）
- 林典夫（生化学、東北大学名誉教授）
- 井上昌次郎（脳科学、東京医科歯科大学名誉教授）
- 森下健（循環器内科、元東邦大学教授）
- 丸尾敏夫（眼科学、元帝京大学医学部長・帝京大学医療技術学部長、帝京大学名誉教授、元日本弱視斜視学会理事長）
- 寺尾榮夫（脳神経外科学、東邦大学脳神経外科初代教授）
- 大村恒雄（シトクロムP450発見者、生化学、九州大学名誉教授）
- 神谷知弥（生化学、奈良県立医科大学名誉教授）
- 寺尾壽夫（脳神経内科学、元帝京大学医学部長・帝京大学医学部附属病院長、帝京大学名誉教授）
- 鈴木明（呼吸器内科、札幌医科大学呼吸器内科第2代教授）
- 橋爪壯（ウイルス学、千葉大学名誉教授、元日本ポリオ研究所理事長、日本ワクチン学会高橋賞 2011年）
- 三枝正裕（心臓血管外科学、元東京大学医学部附属病院長、東京大学胸部外科第2代教授、東京大学名誉教授）
- 宗像醇（皮膚科学、日本医科大学名誉教授）
- 佐野圭司（脳神経外科学、東京大学脳神経外科初代教授、東京大学名誉教授）
- 丸尾文治（生化学、分子生物学、元東京大学応用微生物研究所所長、東京大学名誉教授、元日本生化学会会長）
- 鈴木鑑（血清学、免疫学、東京大学名誉教授）
- 鴫谷亮一（循環器内科、元群馬大学第二内科教授・東海大学教授・国立横浜病院長）
- 山本幹夫（公衆衛生学、帝京大学医学部公衆衛生学教室初代教授、元順天堂大教授）
- 朝比奈一男（生理学、元東邦大学医学部長・生理学第一講座初代教授、東邦大学名誉教授）
- 三輪清三（内科学、元千葉大学第一内科教授・千葉大学医学部附属病院長、千葉大学名誉教授）
- 渡辺漸（病理学、広島大学第４代医学部長、広島大学原爆放射能医学研究所初代所長、広島大学名誉教授）
- 小沢凱夫（胸部外科学、大阪帝国大学第一外科初代教授、大阪大学名誉教授、武田医学賞 1963年）
- 杉村七太郎（外科学、泌尿器科学、東北帝国大学第一外科初代教授、東北帝国大学名誉教授）

### （歯学）
- 鈴木哲也（歯科補綴学、東京医科歯科大学名誉教授）
- 河村正昭（口腔外科学、北海道大学歯学部口腔外科学第二講座初代教授、元歯学部長、北海道大学名誉教授）

### （獣医学・動物学・農学）
- 加藤真（生態学、 京都大学名誉教授、第27回南方熊楠賞（自然科学の部）2017年）
- 吉村徹（酵素学、立命館大学総合科学技術研究機構上席研究員、名古屋大学名誉教授）
- 高橋英樹（植物生態地理学、北海道大学総合博物館特任教授、北海道大学名誉教授、日本花粉学会学術賞 2016年）
- 大槻公一（鳥インフルエンザ研究の第一人者、獣医学、京都産業大学鳥インフルエンザ研究センター長、鳥取大学名誉教授）
- 鳥羽山照夫（イルカの研究、鴨川シーワールド初代館長（国際海洋生物研究所所長）・総支配人）
- 片岡順（砂防学、名古屋大学名誉教授、元砂防学会会長、全国治水砂防協会赤木賞 1982年）
- 増井清（ひよこの雌雄鑑別法の発見、獣医学、畜産学、名古屋大学初代農学部長、東京大学名誉教授、名古屋大学名誉教授）
- 小川三紀（日本の鳥類学の礎を築く、鳥類学、医師）
- 鏡保之助（農学者、農業教育者、庭園研究家）本校元教員

### （地学・地理学）
- 杉山和正（鉱物学、地球科学、東北大学名誉教授、日本結晶学会学術賞 2009年、日本鉱物科学会賞 2011年）
- 清水善和（植物生態学、地理学、駒澤大学名誉教授、第６回 Ecological Research 論文賞 2006年）
- 大谷栄治（地球科学、東北大学名誉教授、元日本鉱物科学会会長、欧州地球化学協会ユーリー・メダル 2017年）
- 山本正三（地理学、元筑波大学附属高等学校校長・筑波大学自然学類長、筑波大学名誉教授、元日本地理学会会長）本校元教員
- 清水真一（アマチュア天文家、コメットハンター、島田市名誉市民）

### （気象学）
- 杉村行勇（地球化学、気象庁気象研究所地球化学部長、日本海洋学会岡田賞 1969年、気象庁長官表彰）
- 清水逸郎（元仙台管区気象台長・気象庁予報部長・高等海難審判庁参審員、アメダス命名、富士山レーダー設置に尽力)
- 斎藤錬一（元福岡管区気象台長・気象庁予報部長・観測部長、藤原賞 (日本気象学会) 1963年）
- 三宅泰雄（地球化学、元東京教育大学教授、日本海洋学会賞 1967年、藤原賞 (日本気象学会) 1974年 他、《三宅賞》）

### （法学）
- 山元一（憲法学、慶應義塾大学大学院法務研究科教授）
- 大橋洋一（行政法、九州大学名誉教授、元学習院大学法科大学院教授）
- 花見忠（労働法、元上智大学法学部長、上智大学名誉教授）
- 柏木千秋（少年法（1948年）の立法者、刑法、名古屋大学名誉教授）
- 神戸寅次郎[14][15]（民法、元慶應義塾大学法学部長）

### （政治学）
- 池谷知明（政治学、比較政治学（イタリア政治）、早稲田大学社会科学総合学術院教授）
- 松岡完（政治学、アメリカ外交史、筑波大学名誉教授）
- 関寛治（平和学、東京大学名誉教授、立命館大学名誉教授、日本平和学会初代会長）※旧制修道中学にも在籍
- 石上良平（社会思想史、イギリス政治思想、創立期の成蹊大学で政治経済学部教授を務めた）

### （経済学）
- 廣田誠（日本経済史、大阪大学大学院経済学研究科教授）
- 伊藤元重（元東京大学大学院経済学研究科長・学部長、東京大学名誉教授）
- 河合正弘（アジア開発銀行研究所長、東京大学名誉教授）
- 杉山雅洋（交通経済学、早稲田大学名誉教授）
- 服部信司（国際経済学、農業経済学、元東洋大学経済学部長、東洋大学名誉教授）
- 望月喜市（ソ連・ロシア経済、北海道大学名誉教授、ロシア科学アカデミー極東支部経済研究所名誉教授）
- 諸田實（ドイツ経済史、神奈川大学名誉教授）
- 寺尾琢磨（元慶應義塾大学大学院経済学研究科長・学部長、慶應義塾大学名誉教授）

### （会計学・経営学）
- 青島矢一（経営学、一橋大学大学院教授、前一橋大学イノベーション研究センター長）
- 宮原諄二（経営学、金属学、元一橋大学教授・一橋大学イノベーション研究センター長・東京理科大学専門職大学院教授）
- 太田哲三（会計学、一橋大学名誉教授、監査法人太田哲三事務所（現新日本有限責任監査法人）設立）

### （心理学・認知科学）
- 鈴木宏昭[注釈 2]（認知科学、青山学院大学教授、元日本認知科学会会長）※富山中部高校へ転校

### （教育学・国語学）
- 齋藤孝（教育学、明治大学教授、第14回新潮学芸賞 2001年、第56回毎日出版文化賞特別賞 2002年）
- 角替弘志（社会教育学、元静岡大学教育学部長、常葉学園大学第6代学長、静岡大学名誉教授）
- 影山昇（教育学、元愛媛大学教授、東京水産大学名誉教授）
- 岩堀行宏（辞書学、英学史、市井の研究者、実業家、明治学院大学《岩堀行宏文庫》）
- 鈴木棠三（国文学、国語学、近世文芸を中心に多くの著書・編書を残した）
- 倉沢栄吉（国語教育、元東京教育大学教授・千葉大学教授、元日本国語教育学会会長）
- 新村出（『広辞苑』編纂者、言語学・国語学、京都帝国大学名誉教授、文化勲章 1956年、《新村出賞》）

### （国文学・日本文学）
- 松村友視（日本近代文学、慶應義塾大学名誉教授）
- 曾根博義（日本近代文学、文芸評論家、日本大学名誉教授、元日本近代文学館常務理事）
- 海野泰男（中古文学、元麻布高校教諭、常葉学園大学第5代学長・名誉教授・名誉学長）
- 吉田幸一（古典籍蒐集家、国文学、東洋大学名誉教授）
- 笹野堅（狂言研究の先駆者、国文学、元東京女子大学・北京師範大学・善隣大学教授）
- 石川佐久太郎（国文学、元日本女子大学・東京女子高等師範学校教授）

### （外国文学・その他文学）
- 望月哲男（ロシア文学、北海道大学スラブ・ユーラシア研究センター特任教授、北海道大学名誉教授）
- 中川素子（児童文学研究、美術史、文教大学名誉教授）
- 田中泰子（ロシア児童文学研究・翻訳、大阪外国語大学名誉教授、プーシキン・メダル 2012年）
- 喜多尾道冬（ドイツ文学、音楽評論家、中央大学名誉教授）
- 桜井正寅（ドイツ文学、東京教育大学教授）
- 竹田復（中国語学、中国文学、東京教育大学名誉教授）

### （歴史学）
- 小林丈広（日本近現代史、同志社大学文学部教授）
- 森紀子（中国史、中国思想史、神戸大学名誉教授）
- 濱下武志（アジア地域研究、中国近現代経済史、東京大学名誉教授）
- 植松正（宋・元代史、元香川大学教授・京都女子大学文学部長）
- 井出義光（アメリカ南部史、共立女子大学に国際文化学部創設・学部長、筑波大学名誉教授、元アメリカ学会会長）
- 萩原淳平（東洋史、京都大学名誉教授）
- 里見元一郎（西洋中世史、清泉女子大学名誉教授）
- 芹沢長介（考古学、東北大学名誉教授、東北福祉大学名誉教授）
- 兼岩正夫（西洋中世史、東京教育大学名誉教授）
- 中嶋敏（東洋史、東京教育大学名誉教授、元東洋文庫研究員・評議員）
- 蓮實重康（日本美術史、元京都大学教授）
- 菅沼貞三（日本美術史、元慶應義塾大学教授）

### （哲学・宗教学）
- 武田時昌（術数学、中国哲学、中国科学史、京都大学名誉教授、日本中国学会賞 1988年）
- 氣多雅子（宗教学、哲学、京都大学名誉教授、日本宗教学会賞 1992年）

### （キリスト教学・西洋古典学）
- 青野太潮（聖書学、元西南学院大学神学部長・日本新約学会会長、岩波書店版聖書翻訳者、西南学院大学名誉教授）
- 長倉久子（キリスト教神学、西洋中世哲学史、南山大学人文学部キリスト教学科教授）
- 杉井六郎（日本キリスト教史、同志社大学名誉教授）
- 松平千秋（西洋古典学、京都大学名誉教授、元日本西洋古典学会委員長、読売文学賞 1985年）
- 石井次郎（宗教哲学、九州大学教育学部長、東洋英和女学院長、福岡女学院長、活水女子大学学長を歴任した）

### （仏教学・チベット学）
- 松村淳子（仏教学、元国際仏教学大学院大学教授、2021年、パーリ語による仏典注釈書の完訳本を上梓）
- 一郷正道（仏教学、元京都産業大学教授・大谷大学教授・京都光華女子大学学長）
- 丹治昭義（仏教学、元関西大学大学院文学研究科長、関西大学名誉教授）
- 三枝充悳（仏教学、インド哲学、筑波大学名誉教授）
- 北村甫（チベット学、元東京外国語大学アジア・アフリカ言語文化研究所長・東洋文庫理事長・日本チベット学会会長）
- 北山淳友（仏教哲学、マールブルク大学名誉教授、プラハ・カレル大学で主任教授、フッサール、ヤスパースらに学んだ）

### （社会学）
- 木村邦博（行動科学、東北大学名誉教授）
- 中野正大（社会調査、シカゴ学派の研究、京都工芸繊維大学名誉教授、元奈良大学社会学部学部長）
- 井上輝子（女性学、和光大学名誉教授、日本出版学会賞 1989年）※都立九段高校へ転校

### （民俗学）
- 岩田重則（民俗学、中央大学総合政策学部教授）
- 中村羊一郎（民俗学、静岡市歴史博物館初代館長、元静岡産業大学情報学部教授）本校元教員

### （博物館・資料館教授）
- 仁藤敦史（日本古代史、国立歴史民俗博物館名誉教授、総合研究大学院大学文化科学研究科教授）
- 大高洋司（日本近世文学、国文学研究資料館名誉教授、総合研究大学院大学名誉教授）
- 田辺繁治（社会人類学、国立民族学博物館名誉教授、総合研究大学院大学名誉教授、日本文化人類学会賞 2008年）

### （音楽）
- 川辺真（作曲、武蔵野音楽大学名誉教授、ハワード・ハンソン賞 1974年、朝日作曲賞 1992年）
- 坪田昭三（ピアノ、東京芸術大学名誉教授、2025年、96歳になる現在もリサイタルを続ける）

### 医師
- 森崎裕子（臨床遺伝専門医、榊原記念病院総合診療部臨床遺伝科長）
- 森下鉄夫（消化器内科、国際医療福祉大学市川病院教授、日本-ボリビア医療友好協会理事長）
- 小澤勝男（心臓血管外科学、静岡済生会総合病院第4代院長）
- 北條博厚（小児科学、小児神経学、静岡県立こども病院第3代院長、名誉院長）
- 加藤健三（元宮内庁皇太后宮侍医長、昭和天皇の治療に当たり香淳皇后を看取った）
- 磯貝元（感染症学、内科医、元東京都立駒込病院副院長、『明治の避病院 : 駒込病院医局日誌抄』を著した）
- 遠藤繁清（結核病学、病理医、内科医、秩父宮雍仁親王の主治医を務めた）

### 法曹
- 植村稔（元札幌高裁長官・最高裁判所事務総局刑事局長兼最高裁判所図書館長）
- 深澤直之（日弁連民事介入暴力対策委員会元委員長、市川海老蔵暴行事件代理人、大相撲八百長問題特別調査委員）
- 秋山幹男（朝日新聞社、テレビ朝日、岩波書店などの顧問弁護士、元筑波大学法科大学院教授）
- 石川哲男（元名古屋高裁判事、日本基督教団静岡教会会員）
- 小河八十次（長沼ナイキ事件控訴審の裁判長、１審で出された初の自衛隊違憲判決を覆した）
- 長戸寛美（元最高検察庁次長検事・弁護士）
- 海野普吉（元日本弁護士連合会会長、砂川事件、松川事件、尾崎行雄不敬事件などを手がけた）

### エンジニア
- 内山義英（超高層免震開発者、地震予知法開発者）
- 中川彰（鉄道技術者、元JR東海代表取締役副社長・日本車輌製造社長）
- 嶋正利（世界で初めてマイクロプロセッサを開発、Intel 4004開発者、京都賞先端技術部門 1997年）
- 山崎舜平（不揮発性メモリのトランジスタ構造を発明、MOS型LSI素子技術の開発、半導体エネルギー研究所設立）
- 見城尚志（精密小型モーター開発、日本電産モーター基礎研究所名誉所長、日本電産技術顧問）
- 佐野令而（レーザー工学、元松下技研社長・松下電器産業常務取締役技術顧問）
- 富野壽（構造計画研究所会長、技術士）
- 向井久和（半導体開発、元日本電信電話株式会社LSI研究所長・沖電気工業取締役技師長・IEEE EDS Chairman）
- 吉田庄司（情報通信技術の開発、東海大学開発工学部初代学部長、元IEEEフェロー）

### 建築家
- 望月敬生（社寺・日本庭園の設計、建築、復元、文化財・世界遺産の修復）
- 樋口裕康（象設計集団設立、芸術選奨文部大臣賞新人賞、日本建築学会賞作品賞、日本建築家協会JIA中国建築大賞）
- 高木滋生（静岡県立美術館、サールナートホールなど設計、都市景観大賞景観形成事例部門 1999年度）
- 置塩章（宮崎県庁舎、旧茨城県庁舎、大阪砲兵工廠化学分析場など設計）

### 農業技術者
- 山川理（べにはるか開発者、品種改良・育種、元九州沖縄農業研究センター所長、農林水産大臣賞 1998年）
- 中川致之（元農林省茶業試験場化学研究室研究員・日本茶業技術協会顧問）
- 江川友治（元農林省農業技術研究所長・明治大学農学部教授、仁科記念賞 1956年、日本農学賞 1972年）
- 丸杉孝之助（元農林省熱帯農業センター沖縄支所長・琉球大学農学部教授、沖縄農業の数少ない権威者と評された）
- 鳥居信平（台湾において農業生産向上のための土木工事を指揮）

### 社会事業
- 寺井良夫（災害復興支援、SAVE IWATE理事長）
- 清水義悳（国内の更生保護分野における第一人者、更生保護法人清心寮理事長、元法務省）
- 天野藤男（教育者、処女会創設者）
- 仁田大八郎（田方郡の発展に尽力、私財を投じ田方農林学校創立、元衆議院議員(帝国議会)）
- 秋鹿見橘（教育者、師範学校校長を歴任した後沼津精華学園を創立、女子教育に尽力）

### 実業家
- 岩田匡平（BuySell Technologies社長 兼CEO）
- 八木稔（静岡銀行第12代頭取）
- 岡村幸彦（アイセイ薬局創業者）
- 畑中好彦（ソニーグループ取締役会議長、日本経団連審議員会副議長、日本製薬工業協会会長、元アステラス製薬会長）
- 手塚圭子（TBCグループ代表、第9回ミス日本グランプリ）
- 榛葉英二（静岡放送第4代社長）
- 横山隆美（国際環境NGO350.orgJapan代表、元アメリカンホーム保険会社日本代表など）
- 戸田裕一（博報堂DYホールディングス会長 兼CEO 兼博報堂会長、日本広告業協会副理事長）
- 多賀谷秀保（元三菱自動車工業社長）
- 吉田雅彦（日本マイクロソフト顧問、日本ヒューレット・パッカード相談役など）
- 高田坦史（トヨタアドミニスタ会長、中小企業基盤整備機構理事長、全日本シーエム放送連盟理事長）
- 加藤壹康（元キリンホールディングス会長）
- 江川豪雄（元三菱航空機会長兼CEO、国産初のジェット旅客機・MRJ開発の指揮を執った）
- 石山喬（元日本軽金属ホールディングス社長、元日本アルミニウム協会会長）
- 横山進一（住友生命保険社長、生命保険協会会長）
- 川村修（シャンソン化粧品会長、元静岡県バスケットボール協会会長）
- 松浦康男（静岡銀行第9代頭取、元静岡銀行会長）
- 8代目鈴木與平（鈴与会長・清水エスパルス球団会長、フジドリームエアラインズ設立）
- 曽根正弘（元テレビ静岡会長）
- 越村敏昭（元東急電鉄会長・東急グループ代表・五島美術館理事長、亜細亜学園第7代理事長）
- 佐藤薫郷（元日本軽金属社長、元日本アルミニウム協会会長）
- 大嶽隆司（小糸製作所第10代社長、元小糸製作所会長）
- 中西宏幸（元三井化学会長・日本化学会会長）
- 伏見勝（元報知新聞会長・最高顧問、元遊技産業健全化推進機構代表理事）
- 長谷川至（元ヤマハ発動機会長）
- 大石司朗（元静岡ガス会長）
- 田宮俊作（タミヤ会長、第21回文化庁メディア芸術祭功労賞 2018年）
- 青木靖明（大原学園創設者）
- 江﨑善三郎（元静活社長、江﨑新聞店会長、毎日新聞東京懇話会最高顧問）
- 大石繁（元静岡ガス会長）
- 川手生巳也（元日産火災海上保険会長）
- 山路敬三（元キヤノン社長、日本テトラパック会長）※のち愛知一中へ転校
- 世古真臣（元旭化成工業社長、電気化学会賞 1980年、高分子学会賞 1981年、日本原子力学会特賞 1990年など）
- 酒井次吉郎（静岡銀行第7代頭取、元静岡銀行会長）
- 大石巌（元新日本証券会長）
- 7代目鈴木與平（元鈴与会長、福祉・教育・文化振興に貢献、フェルケール博物館設立）
- 宮沢次郎（元トッパン・ムーア会長）
- 山田栄一（シチズン時計第3代社長、元シチズン時計会長・日本時計協会理事長）
- 牧田與一郎（元三菱重工業社長、三菱自動車工業を設立）
- 水野成夫（フジテレビ創業者、産経新聞社第2代社長、元文化放送社長、財界四天王）
- 李家孝（元三菱製鋼会長 兼三菱日本重工業取締役）
- 田代寿雄（元三井鉱山社長・帝国石油社長）
- 6代目鈴木與平（鈴与創業、元静岡県議会議長、元貴族院議員）
- 青山禄郎（日本信号創業者、弘電社などで社長、電信・無線・信号・電気事業の分野で国家的重責を担った）

### 作家・詩人
- 瀬名秀明（『パラサイト・イヴ』で第2回日本ホラー小説大賞 1995年・累計170万部・1997年映画化・1998年ゲーム化）
- 乾くるみ（『Jの神話』で第4回メフィスト賞 1998年、『イニシエーション・ラブ』は、累計180万部・2015年映画化）
- しりあがり寿（漫画家、『真夜中の弥次さん喜多さん』、文藝春秋漫画賞 2000年、手塚治虫文化賞マンガ優秀賞 2001年）
- 恩田侑布子（俳人、俳句評論集『余白の祭』で第23回Bunkamuraドゥマゴ文学賞 2013年）
- 若桜木虔（SF・ミステリー作家、『プロ作家養成塾―小説の書き方すべて教えます』など）
- 高谷信之（劇作家、放送作家、『枝の上の白色レグホン』で文化庁芸術祭大賞 1996年、NHKテレビドラマ『中学生日記』）
- 村松友視（『時代屋の女房』で第87回直木賞 1982年、『鎌倉のおばさん』で第25回泉鏡花文学賞 1997年）
- 篠田達明（『にわか産婆・漱石』で第8回歴史文学賞 1983年、『法王庁の避妊法』は1989年テレビドラマ化、直木賞候補に5回）
- 小長谷清実（詩人、『抜けがら狩り』で第21回高見順賞 1991年、『わが友、泥ん人』で第25回現代詩人賞 2007年）
- 伊藤聚（詩人、コラージュ・イラストの作品も多く松竹で助監督・松竹シナリオ研究所所長を務めた）
- 三木卓（『鶸』で第69回芥川賞 1973年、恩賜賞 (日本芸術院) 2007年、『Ｋ』で第24回伊藤整文学賞 2012年）
- 須山静夫（『しかして塵は―』で第3回新潮新人賞 1971年、『神の残した黒い穴』でアメリカ研究図書賞 1978年、元明治大学教授）
- 長田恒雄（詩人、作詞家、何日君再来を訳詩、仏教詩・仏教讃歌を残した）
- 海野厚（童謡作家、『背くらべ』、『おもちゃのマーチ』など）
- 戸川貞雄（小説家、第7代・第8代平塚市長）
- 村松梢風（川島芳子を描いた『男装の麗人』、『残菊物語』、『女経』、『近世名勝負物語』など）
- 上田敏（詩人、評論家、訳詩集海潮音、元京都帝国大学教授）

### 著述家・評論家
- 荒井千暁（産業医、『職場はなぜ壊れるのか』、『こんな上司が部下を追いつめる』など）
- 姫野友美（心療内科医、『成功する人は缶コーヒーを飲まない』、『女はなぜ突然怒り出すのか?』など）
- 春日武彦（精神科医、『不幸になりたがる人たち』、『幸福論』など）※都立秋川高校から転入
- 三枝康高（文芸評論家、日本浪漫派に参加、元静岡大学教授）

### コピーライター
- 朝倉勇（コピーライター、詩人、童話作家、『鳥の歌』で第4回丸山豊記念現代詩賞 1995年、TCC HALL OF FAME 2010年）
- 片岡敏郎（コピーライターの第一人者、赤玉ポートワインは日本初のヌードポスターと言われた、TCC HALL OF FAME 2005年）

### デザイナー
- 石川暢子（ジュエリーデザイナー、N/ NOBUKO ISHIKAWA 創業者）
- 佐藤允弥（インダストリアルデザイナー、元本田技術研究所主席研究員、CB400FOUR、CBX400F、タクト、フュージョンなどをデザイン）
- 岩崎堅司（デザイナー、第31回毎日広告デザイン賞通産大臣賞 1963年、日本宣伝美術会特選、朝日広告賞）
- 望月好夫（青森県の工芸品を普段の生活で使えるデザインに直し産業として定着させた、元青森県工業試験場場長、青森県文化賞）
- 中村次雄（インダストリアルデザイナー、元積水化学工業デザインセンター長・千葉工業大学教授）
- 増田高美（デザイナー、森永チョコボールのマスコットキャラクター・キョロちゃんをデザイン）
- 朝倉直巳（グラフィックデザイナー、美術教育者、台湾、日本、中国で大学教授を務めた、元筑波大学教授）

### 画家・イラストレーター・版画家
- 伊藤方也（墨画師、イラストレーター、キリン一番搾りの墨文字・墨画、サントリーリザーブの新聞広告で人気を博した）
- 笹尾光彦（画家、洗練された洒落た色彩感覚で「赤の画家」として知られる）
- 牧野宗則（木版画家、静岡市文化功労者 2001年、文化庁長官表彰 2003年）
- 浦田周社（木版画家、浮世絵の技術を継承、文化庁認定重要民俗文化財選定保存技術保持者）
- 薮崎昭（油彩画家、孤高を貫き独自の画境を追究した）
- 栗山茂（版画家、静岡県版画協会名誉会長、第1回日本版画協会賞 1936年、国画奨学賞 1936年）
- 桜井誠（挿絵画家、初版（1964年版）『長くつ下のピッピ』など）
- 小塚義一郎（洋画家、版画家、「毒地社」を結成し山形県の近代美術界を牽引した）

### 彫刻家
- 鈴木久雄（武蔵野美術大学名誉教授、第35回中原悌二郎賞 2007年）
- 前島秀章（工芸家、独学で木彫作品、木彫像を制作、独自の芸術を確立）
- 細谷泰茲（パブリックアート、元静岡大学教育学部附属浜松小学校校長、静岡大学名誉教授）

### 写真家
- 木村仲久（写真集団影法師設立・主宰、第3回林忠彦賞 1994年）
- 磯西昭（富士山の空撮で知られる、『FUJI from THE SKY』、特殊切手「世界遺産シリーズ〈第7集〉」）
- 岡村崔（システィナ礼拝堂の壁画撮影、日本写真協会賞 1981年、マルコ・ポーロ賞 1992年）
- ジョージ・マサ（山岳写真家、アメリカに渡りグレートスモーキー山脈の国立公園指定に尽力したことで知られる）

### その他 美術
- 市川衛（インタラクティブアート、映像作家、大阪芸術大学アートサイエンス学科教授）
- 増田洋美（ガラス工芸作家、「PLAY THE GLASS」、日本、ヨーロッパ、東南アジア、北米、南米など広く国際的に活躍）
- 鈴木進（美術評論家、東京都庭園美術館名誉館長）
- 芹沢銈介（人間国宝、「型絵染」の重要無形文化財保持者）
- 高塚竹堂（書家、元東京学芸大学教授）

### 音楽家
- 太刀川昭（英語版）（声楽家、日本では数少ない熟練したカウンターテナーの一人）
- 川口雅行（マンドリン奏者、日本・台湾・ヨーロッパ各地で演奏会を開催、多くの後進を育てた）
- 志田笙子（作曲家、現代音楽、舞台音楽、ドイツを拠点に、作品はヨーロッパ、アメリカ、日本、台湾などの音楽祭で演奏される）
- 鈴木大八郎（作曲家、編曲家、演奏家、中央大学応援歌「中大健児の歌」作曲者、鈴木音楽研究所主宰）
- 大木正夫（作曲家、数多くの管弦楽曲・器楽曲・室内楽曲・合唱曲・歌曲・映画音楽を書いた、ワインガルトナー賞特賞）
- 竹内平吉（作曲家、指揮者、チェリスト、帝国劇場附属洋楽部初代楽長、宝塚少女歌劇作曲家、指揮者）

### 映画監督・プロデューサー
- 増本淳（『劇場版コード・ブルー』製作により藤本賞・奨励賞 2018年、元フジテレビ）
- 山本起也（映画監督、京都芸術大学映画学科教授）
- 鷹森立一（映画監督、『太陽に突っ走れ』、子守唄シリーズ、テレビ映画『キイハンター』など）※浜松二中から転入
- 杉山茂樹（映画プロデューサー、ケンちゃんシリーズ、火曜サスペンス劇場など、エランドール協会賞 1982年）
- 杉江敏男（映画監督、若大将シリーズ、社長シリーズ、『三十六人の乗客』など）
- 稲葉蛟児（映画監督、1937年『平手造酒 』(トーキー)など）

### 出版
- 篠原直（ごま書房創業者・社長）
- 野間省一（講談社第4代社長、『日刊ゲンダイ』、『講談社文庫』、『週刊少年マガジン』など創刊）
- 彦坂竹男（判例時報社、一粒社を創業、戦中の言論弾圧事件横浜事件で検挙）
- 田中三郎（映画雑誌『キネマ旬報』創刊）

### ジャーナリスト
- 日下淳（元日本経済新聞社国際部記者・国際本部長・英文編集長・欧州編集総局長・日本経済研究センター主任研究員）
- 八牧浩行（Record China社長・主筆、元時事通信社ロンドン特派員・経済部長・編集局長）
- 福原亨一（元共同通信社北京支局長・論説委員長・情報企画局長・岩手大学教授、日本新聞協会賞（辺見庸と共同受賞） 1978年度）
- 村松喬（元毎日新聞記者、小説家、『教育の森』で菊池寛賞、第22回毎日出版文化賞 1968年、元東海大学教授）

### （プロデューサー）
- 古谷英一（TBSコンテンツ制作局コンテンツソリューション部長）
- 大澤雅彦（ACM社長、元日本テレビ放送網映画・アニメ担当部長・アナウンス部長など）
- 土屋敏男（日本テレビ放送網日テレラボシニアクリエイター、第17回全日本テレビ番組製作社連盟賞個人賞 2000年、など）
- 山本肇（元NHK解説委員、元ニュースキャスター、元NHK静岡放送局長、ギャラクシー賞・テレビ部門個人賞 1993年度）

### （アナウンサー）
- 佐藤あゆみ（フリーアナウンサー、元NHKアナウンサー）
- 袴田彩会（フリーアナウンサー、元東北放送アナウンサー）
- 武裕美（元東海テレビアナウンサー）
- 小岩智子（静岡第一テレビアナウンサー）
- 石上正憲（ラジオパーソナリティ、アナウンサー、元RKB毎日放送）
- 林洋右（元ラジオ日本アナウンサー）
- 山川静夫（エッセイスト、元NHKアナウンサー）
- 鳥居滋夫（元文化放送・フジテレビアナウンサー）

### 俳優・声優・芸人
- 蒼木るい（女優・アーティスト）
- 小野友樹（声優、『ジョジョの奇妙な冒険』・東方仗助役、など）
- 原田夏希（女優、連続テレビ小説『わかば』主演、など）
- ホームランたにし（お笑いタレント、NHKラジオ 真打ち競演、CM マツダ・ボンゴブローニイなどに出演）
- 木原正二郎（俳優、声優、テレビドラマ『太陽にほえろ!』、アニメ『科学忍者隊ガッチャマン』『ルパン三世』などに出演）
- 鈴木本一郎（俳優、78歳の時『テルマエ・ロマエⅡ』で映画デビュー、『ルパンの娘』などに出演）

### その他 文化
- キム・ヒョジュン[注釈 3]（大阪大学の学生と卒業生で構成されるYoutube積分サークルの中心メンバーの一人）
- ヨシナガ（「僕の見た秩序。」管理人）
- 谷本道哉（NHK総合『みんなで筋肉体操』（筋肉指導）、順天堂大学スポーツ健康科学部教授）
- 水上紀行（FXアナリスト、外国為替ストラテジスト）
- 岡部政之（パズル作家、数理科学者、『超絶難問ナンプレ150』シリーズ）
- 須川薫雄（日本の武器・兵器研究、火縄銃研究）
- 瀬口寿一郎（通訳、全日本通訳案内士連盟創設者・初代理事長、全国通訳案内士）
- 堀木博禮（元代々木ゼミナール現代文講師・麻布高校教諭、『現代文のトレ－ニング』）※都立九段中学から転入
- 加茂元照（園芸家、育種家、加茂花菖蒲園を開園、日本花菖蒲協会名誉会長）

### 宗教家
- 本名孝至（淡路国一之宮 伊弉諾神宮 宮司）
- 徳久克己（生長の家元理事長、産婦人科医）
- 中村康隆（浄土宗僧侶、知恩院門跡第86世浄土門主、名誉門主、第21期全日本仏教会会長、大正大学元学長）
- 秋月致（日本基督教会牧師・伝道者、1918年から25年間日本統治時代の朝鮮京城で牧師を務めた

### （保守・右翼）
- 水島総（日本文化チャンネル桜社長、頑張れ日本!全国行動委員会幹事長、映画監督）
- 狩野敏（戦前戦後の右翼活動家、元学校法人拓殖大学理事長）

### （左翼・共産）
- 川島宏（東大全共闘のリーダーの一人、後に赤軍派政治局員、よど号ハイジャック事件で実刑）
- 生田浩二（戦後の社会主義運動家、共産主義者同盟（ブント）創立者）
- 吉見春雄（大正・昭和期の社会主義運動家、三・一五事件で検挙、戦後は共産党の再建に努めた）

### 政治家
- 高橋美穂（元衆議院議員）
- 塩谷立（前衆議院議員、元文部科学大臣(麻生内閣)）
- 海野徹（元参議院議員）
- 牧野聖修（元経済産業副大臣(野田内閣)）
- 村田吉隆（元国家公安委員会委員長、元内閣府特命担当大臣(第2次小泉改造内閣)）
- 鈴木正孝（元防衛政務次官(第2次森内閣)、元防衛医科大学校副校長）
- 遠山敦子（元文部科学大臣(第1次小泉内閣・第1次小泉第1次改造内閣)）
- 柳澤伯夫（元金融担当大臣、厚生労働大臣など）※掛川西高校へ転校
- 櫻井規順（元参議院議員）
- 藤田栄（元参議院議員、元静岡新聞社取締役・編集局長・論説委員）
- 木宮和彦（元環境政務次官(第2次海部内閣)、常葉学園大学第3代学長、元常葉学園理事長）
- 原田昇左右（元建設大臣(第1次海部内閣)）
- 鈴木万平（元参議院議員、三共第4代社長）
- 宮幡靖（元通商産業政務次官(第3次吉田内閣)、税理士）
- 海野数馬（元衆議院議員(帝国議会)、元静岡県議会議員）
- 岩崎彦雄（元衆議院議員(帝国議会)、元静岡県議会議員）
- 原栄作（元衆議院議員（公職追放により辞職）、元静岡県医師会会長)
- 庄司良朗（衆議院議員(帝国議会)（在職中死去））
- 三橋四郎次（元衆議院議員(帝国議会)、元貴族院議員、茶業の発展改良に尽力）
- 岩崎勲（衆議院議員(帝国議会)（在職中死去）、元立憲政友会幹事長、弁護士）
- 河井彌八（第4代参議院議長、元貴族院議員、元侍従次長）
- 尾崎元次郎（元衆議院議員(帝国議会)、元貴族院議員、静岡市名誉市長）
- 宮崎友太郎（元衆議院議員(帝国議会)、実業家）
- 青地雄太郎（元衆議院議員(帝国議会)、村長時代に藤枝駅を誘致）
- 秋山一裕（元衆議院議員(帝国議会)）日本製糖汚職事件参照

### （地方）
- 松本眞（尼崎市長）
- 田辺信宏（前静岡市長）
- 小嶋善吉（元静岡市長）
- 天野一（第101代静岡県議会議長、静岡県議会議員当選9回（最年長議員）、元静岡市議会議員（3期））
- 佐野康輔（第100代静岡県議会議長）
- 服部寛一郎（元静岡県議会議員、元静岡市議会議員（7期）、静岡県オンブズマンネットワーク代表）
- 永原稔（元静岡県副知事、元衆議院議員）
- 山本敬三郎（元静岡県知事、元参議院議員）
- 山口森三（初代藤枝市長（6期22年）、藤枝市名誉市民）
- 鈴木理一郎（初代掛川市長）
- 山田順策（元静岡市長、元衆議院議員(帝国議会)、静岡県自動車学校設立、元静岡信用金庫理事長）本校校医（歯科）
- 金子彦太郎（第32代静岡県議会議長、元衆議院議員（帝国議会）、公職追放解除後吉原市長、富士市名誉市民）
- 中村陸平（元浜松市長、上水道敷設、都市計画事業に尽力）
- 鈴木幸作（元浜松市議会議長、元浜松商工会議所会頭、貴族院議員(在職中死去) 、院内会派：研究会）

### 行政
- 大石吉彦（第97代警視総監、元安倍晋三内閣総理大臣秘書官）
- 大村慎一（元自治官僚・総務官僚・静岡県副知事）
- 浅川雅嗣（アジア開発銀行総裁、元財務官）
- 渥美恭弘（日本証券アナリスト協会代表理事、明治大学特別招聘教授、元財務省大臣官房政策評価審議官）
- 上田隆之（INPEX社長、元資源エネルギー庁長官・経済産業審議官）
- 山田孝夫（元大蔵官僚・横浜税関長）
- 青島泰之（JICA技術協力事業(インドネシア)プロジェクトマネージャー、元UNESCO東アジア代表）
- 大久保満男（第22代日本歯科医師会会長、サンスター顧問、経済危機克服のための「有識者会合」メンバー）
- 鈴木絲子（元国連ガバナンス･行政部次長・立命館アジア太平洋大学アジア太平洋学部学部長）
- 遠藤安彦（元自治事務次官・地域創造会長）
- 寺尾允男（元厚生労働省薬事食品衛生審議会会長・内閣府食品安全委員会委員・国立医薬品食品衛生研究所長）
- 小林功典（元社会保険庁長官、薬害エイズ事件時の厚生省薬務局長）
- 八木貞二（元宮内庁侍従次長）
- 菅原操（元運輸官僚・海外鉄道技術協力協会（JARTS）最高技術顧問・東京工業大学教授・東京理科大学教授）
- 清水汪（元環境事務次官）
- 杉山弥太郎（元大蔵省大臣官房地方課長・日本専売公社総務理事）
- 大塚武（元日本銀行事務管理部長・北洋相互銀行社長）
- 山上信重 （第4代防衛施設庁長官）
- 川瀨健治（元通産官僚・東京通産局長）
- 国塩耕一郎（最後の官選茨城県知事、元日本音楽著作権協会理事長）
- 下山定則（初代国鉄総裁、運輸次官）下山事件参照 ※のち津中学へ転校
- 土屋正三（元山梨県知事・群馬県知事、警察大学校名誉教授）
- 小栗忠七（都市計画家、内務省大臣官房などに勤務、土地区画整理事業、戦災復興都市計画に功績）
- 大竹十郎（元朝鮮総督府平安北道知事・朝鮮総督府中枢院書記官長・朝鮮総督府内務局長）
- 小栗一雄（第39代警視総監、元台湾総督府内務局長・福岡県知事）
- 吉田勝太郎（元岐阜県知事、第8代・第10代四日市市長、四日市市名誉市民）
- 池田宏（内務省社会局初代局長、元東京市助役・京都府知事・神奈川県知事）※東京府立一中から転入
- 宮崎通之助（元愛媛県知事・静岡市長、終戦後公職追放）
- 柴田善三郎（元朝鮮総督府学務局長・大阪府知事・内閣書記官長・貴族院議員）
- 笠井信一（地元出身初の静岡県知事、元岡山県知事・北海道庁長官・貴族院議員）

### 外交
- 旭英昭（東京大学大学院総合文化研究科教授、日本国際問題研究所客員研究員、初代駐東ティモール特命全権大使）
- 小川郷太郎（元駐デンマーク特命全権大使・駐カンボジア特命全権大使）
- 須山達夫（元駐モロッコ特命全権大使・駐ノルウェー特命全権大使・駐トルコ特命全権大使）

### （特攻戦歿者）
- 𠮷野賢示（59回）（神風特別攻撃隊 第七御盾隊 第二次流星隊 昭和20年8月9日戦死 享年19歳）
- 上田元太郎（59回）（九州沖航空戦 神風特別攻撃隊 菊水彗星隊 昭和20年3月19日戦死 享年19歳）
- 幡野孝司（58回）（神風特別攻撃隊 旭日隊 昭和20年1月5日戦死 享年21歳）
- 岩本京一（56回）（菊水一号作戦 第一護皇白鷺隊[16] 昭和20年4月6日戦死 享年23歳 早稲田大学出身）
- 金子保（55回）（菊水一号作戦 第一筑波隊 昭和20年4月6日戦死 享年24歳 名古屋帝国大学出身[17][18]）
- 我妻利尚（52回）（挺進飛行第二戦隊三浦中隊 昭和19年12月6日戦死[19][20]）

### （戦争を語り継いだ元軍人）
- 牧勝美（元陸軍少佐・重爆撃機整備将校、義烈空挺隊最後の語り部）
- 田中賢一（元陸上自衛隊陸将補・陸軍少佐、特攻戦歿者顕彰、義号作戦を分析し義烈空挺隊の詳細を後世に伝えた）
- 寺平忠輔（元陸軍中佐・北平特務機関補佐官、盧溝橋事件発生深夜から事件不拡大に尽力、『盧溝橋事件 -日本の悲劇-』）

### （陸軍・陸自）
- 大草知久（第9代陸上自衛隊輸送学校長）
- 森安五郎（歩兵第34連隊（静岡連隊）少尉、第二次上海事変の武功により功四級金鵄勲章 1938年）
- 吉江誠一（第7代陸上幕僚長、元陸軍参謀本部員・大本営参謀）
- 金原節三（第3代陸上幕僚監部衛生監、元陸上自衛隊陸将・陸軍軍医大佐（耳鼻咽喉科））
- 池谷半二郎[注釈 4]（元陸軍少将・第3軍参謀長）
- 山家亨（元陸軍大佐、宣撫工作「山家機関」、川島芳子の初恋の相手、李香蘭を満映にスカウト）
- 熊谷敬一（元陸軍中将・第15師団長）
- 松田巻平（元陸軍中将・第1船舶輸送司令官）
- 今井信夫（元陸軍少将・静岡連隊区司令官、歩兵第36連隊長などを歴任）
- 栗原幸衛（陸軍騎兵大佐・日露戦争では騎兵第一旅団司令部（秋山支隊）、奉天会戦などに参戦、NHK『坂の上の雲』）
- 武藤喜一郎（元陸軍獣医中将・陸軍獣医学校長・陸軍獣医総監）

### （海軍）
- 有泉龍之助（海軍大佐、第一潜水隊司令、伊401司令室にて自決）
- 佐藤康夫（海軍中将、駆逐隊司令を歴任、ビスマルク海海戦において戦死）
- 木村昌福（元海軍中将、キスカ島撤退作戦指揮官）
- 森国造（元海軍中将、父島方面特別根拠地隊司令官）小笠原事件参照
- 佐倉武夫（元海軍少将、佐世保海兵団長、重巡洋艦足柄第6代艦長）
- 難波祐之（海軍大佐、駆逐隊・砲艦隊司令を歴任、重巡洋艦衣笠第16代艦長、戦病死）
- 熊岡譲（元海軍中将、海軍潜水学校校長、潜水戦隊司令官などを歴任）
- 池田平作（海軍主計少将、連合艦隊主計長、横須賀鎮守府軍需部長などを歴任）
- 小倉嘉明（元海軍中将、海軍艦政本部部長、横須賀工廠長などを歴任し海軍軍令部、日本海海戦では浅間分隊長）
- 福井順平（元海軍造船少将、横須賀工廠造船部造船官）
- 増井敬次郎（元海軍中将、海軍機関学校教官、佐世保・呉海軍工廠造機部長、海軍艦政本部部長などを歴任）
- 吉田増次郎（元海軍中将、臨時南洋群島防備隊（南洋庁の前身）司令官）※海兵同期に秋山真之

### （野球）
- 安竹俊喜（プロ野球選手、広島育成選手）
- 村松開人（プロ野球選手、中日内野手）
- 竹内奎人（プロ野球選手、くふうハヤテベンチャーズ静岡投手、史上初の医師のプロ野球選手）
- 池谷蒼大（プロ野球選手、くふうハヤテベンチャーズ静岡投手、元DeNA）
- 鈴木将平（プロ野球選手、くふうハヤテベンチャーズ静岡、元西武外野手）
- 堀内謙伍（プロ野球選手、楽天捕手）
- 黒田祐輔（元阪神タイガース外野手）
- 川口盛外（元広島東洋カープ投手・王子硬式野球部マネージャー）
- 増井浩俊（野球解説者、元日本ハム・オリックス投手）
- 深田拓也（元読売ジャイアンツ投手）
- 高木康成（読売ジャイアンツ編成本部長補佐、元近鉄・オリックス・ジャイアンツ投手）
- 寺田祐也（元阪神タイガース・フィオレンティーナ・ベースボール内野手）
- 西村亮（JR東日本東北監督、元駒澤大学野球部監督・JR東日本東北捕手）
- 山﨑一玄（元阪神タイガース・近鉄バファローズ投手）
- 天野義明（山岸ロジスターズ監督、第21回日米大学野球選手権大会日本代表）
- 梶山義彦（元野球日本代表・2000年シドニーオリンピック代表）
- 赤堀元之（くふうハヤテベンチャーズ静岡監督、元近鉄バファローズ投手、多球団でコーチ・監督）
- 望月一（元広島東洋カープ・福岡ダイエーホークス投手）
- 大久保学（如水館高校硬式野球部監督、元南海ホークス投手）
- 植松精一（元阪神タイガース外野手、第5・6回日米大学野球選手権大会日本代表）
- 大橋功男（元日本石油投手）
- 船川誠（高校野球指導者、静高などで野球部監督）本校元教員
- 望月充（元阪神タイガース・南海ホークス外野手、後、コーチ）
- 服部敏和（元近鉄バファローズ・日本ハムファイターズユーティリティープレイヤー）
- 佐藤竹秀（元近鉄バファローズ・ヤクルトスワローズ外野手）
- 小田義人（元ヤクルトアトムズ・日本ハム・南海・近鉄、後、スカウト、コーチ）
- 長倉春生（高校野球解説者、元大昭和製紙捕手・監督）
- 塩沢誠（元日本楽器内野手・ヤマハ発動機コーチ・静岡産業大学野球部監督）
- 石山建一（元読売ジャイアンツ編成本部長補佐、元プリンスホテル・早稲田大学野球部監督）
- 磯部修三（2007年常葉菊川高校、1978年浜松商業高校 、選抜高等学校野球大会(春の甲子園）優勝監督)
- 赤池彰敏（元国鉄スワローズ内野手）
- 種茂雅之（元東映フライヤーズ ・阪急ブレーブス捕手、後、コーチ・監督、ゴールデングラブ賞など）
- 近藤晴彦（元大洋ホエールズ外野手）
- 宗野徳太郎（元全藤倉内野手・静岡高校野球部専任コーチ・OB会長、立教大学野球部在籍時長嶋茂雄を指導）
- 宇佐美一夫（元国鉄スワローズ捕手、内野手）
- 鈴木芳太郎（元南海軍・大昭和製紙投手・静高野球部監督）
- 上野精三（元日本石油・慶應義塾大学野球部監督、第12回選手権（夏の甲子園）優勝投手）
- 国友正一（元プロ野球審判員、審判員として史上初めて引退試合を行った、第12回選手権優勝一塁手）
- 加藤周蔵（内野手、静中野球部コーチ・第12回選手権優勝監督）

### （サッカー）
- 谷川烈（元清水エスパルス）
- 神戸清雄（ジェフユナイテッド千葉元監督）
- 井田勝通（静岡学園高校サッカー部元監督）
- 堀田哲爾（元静岡県サッカー協会理事長）
- 大村和市郎（元サッカー日本代表・1956年メルボルンオリンピック代表 ）
- 佐野理平（元サッカー日本代表・1936年ベルリンオリンピック代表 ）
- 井出多米夫（元サッカー日本代表）

### （バスケットボール）
- 丸尾充（元日本バスケットボールリーグ理事長・日鉄住金鋼管社長、住友金属の日本リーグ、オールジャパン優勝に貢献）
- 安達宣郎（元日本トップリーグ連携機構常務理事、1996年アトランタオリンピック日本代表チームリーダー）
- 粟野吉州（元日本鋼管監督、1963年世界選手権日本代表）
- 木内貴史（元日本バスケットボール協会専務理事、1960年ローマオリンピック・1964年東京オリンピック代表）

### （競泳）
- 新間六柄（元競泳日本代表・1936年ベルリンオリンピック代表）

### （水球）
- 高木茂雄（元水球日本代表・1936年ベルリンオリンピック代表）

### （ローイング）
- 大隅多一郎（元日鉄海運社長、1964年東京オリンピック代表候補辞退）

### （ヨット）
- 村田和雄（70歳処女航海で太平洋単独横断、実業家）

### （ハンドボール）
- 稲森照男（静岡県ハンドボール協会第5代会長、元日本体育協会理事、実業家）

### （ボディビル）
- 山本義徳（ボディビルダー）

## 学校長・教職員・関係者

### 学校長
- 杉田豊（27代学校長、1996年-1997年）
- 吉川晴夫（21代学校長、1977年-1981年）本校出身
- 根井久吾（8代学校長、1923年-1927年）
- 中村安太郎（5代学校長、1907年-1914年）
- 河合弘民（4代学校長、1904年-1907年）[21][22]
- 川田正澂（3代学校長、1898年-1904年）
- 林吾一（中学校令以前の学校長、1883年-1886年、旧・静岡師範学校長兼任）
- 蜂屋定憲（中学校令以前の学校長、1878年-1882年、旧・静岡師範学校長兼任）

### 教員
- 蔭山昌弘（国語）本校出身
- 船川誠（保健体育、1982年-1993年）本校出身
- 中村羊一郎（日本史、1970年-1982年）本校出身
- 鈴木明徴（地理、1964年-1977年）本校出身
- 山本正三（地理、1951年-1952年）本校出身
- 小泉保（英語、1951年-1963年）
- 大村政夫（美術、1949年-1975年）
- 班目文雄（地理、1938年-1940年）
- 位野木寿一（地歴、1935年-1936年）
- 松村博司（国漢、1933年-1938年）本校出身
- 古曳保正（柔道、1932年-1943年）
- 福原麟太郎（英語、1917年-1918年）
- 後藤守一（地歴、1917年-1918年）
- ロバート・コーネル・アームストロング（英語、1910年2月-10月）[23]
- 浅川広湖（英語、1907年-1915年）
- 土佐光一（図画、1907年-1935年）
- ロバート・エンバーソン[注釈 5]（英語、1903年3月-1907年5月,1908年9月-1909年12月）
- 山家謙次郎（英語、1898年-1901年）本校出身
- 山本良吉（修身・英語、1897年-1900年）
- 吉原呼我（国漢、1892年-1897年）
- 鏡保之助（英語・博物・農業、1890年-1896年）本校出身
- 関口隆正（国漢、1890年6月〜12月,1891年4月-1892年7月）
- 小川正孝（数学・物理・化学、1890年-1896年）[24][25]
- 川北朝鄰（数学、1889年-1891年）
- ジョン・ガスキン・ダンロップ（英語、1888年-1890年）
- 佐倉信武（舎監、1887年-1893年）
- フランシス・アルコット・キャシディ（英語、1886年-1890年）
- 芹沢潜（国漢、1886年-1891年）
- 溝部惟幾[注釈 6]（1883年-1884年）

### 校医
- 山田順策（歯科、1929年-1931年）本校出身

### 関係者
- 岡田源三郎（明治大学野球部選手・監督時代、静中野球部を指導）
- 丸尾晋（静中野球部中興の人物、眼科医、長らく静中の校医を務めた）
- 一木喜徳郎（昭和天皇1930年行幸時随伴の宮内大臣、行幸記念に「卬高」を揮毫）

## アクセス
- 東海旅客鉄道（JR東海）静岡駅よりしずてつジャストラインバス大浜麻機線（16番のりば）麻機（あさばた）行き又は麻機北行き乗車「長谷通り」下車徒歩3分

## 出版・関連書籍
- 『高校野球名門校シリーズ8 静岡高校野球部 誇り高き文武両道 Since1896』 ベースボール・マガジン社 2015
- 『静岡県立静岡中学校入学六十周年記念 卬高67』 静中・静高六七期入学六十周年記念世話人会 2005.4
- 『静中静高史 Ⅰ』 静岡県立静岡高等学校同窓会 2003.11
- 『静中静高史 Ⅱ』 静岡県立静岡高等学校同窓会 2003.11
- 『静中静高史 Ⅲ』 静岡県立静岡高等学校同窓会 2003.11
- 『写真集「高きを仰ぐ　静中静高125年の歩み」』 2003.11
- 『卬高七七 静岡県立静岡高等学校七七期卒業生還暦記念誌』 静岡高校七七期卒業生 2003.7
- 『古希 戦中戦後70年の歩み』静中・静高66期古希記念誌編集委員会 2002.2
- 『ああづらこうづら 卒業四十周年記念 卬高67』 静中・静高67期四〇年委員会 1991.9
- 『卬高67 三十年の軌跡』 卬高67三十年誌編集委員会 1984.1
- 『静中静高百年史 上』 静岡県立静岡高等学校同窓会 1978.10
- 『静中静高百年史 下』 静岡県立静岡高等学校同窓会 1978.10
- 『おゝ岳南健児 静中静高百年史余話』 静中・静高創立百周年記念事業実行委員会 1978.10
- 『静中静高野球部史』静中静高野球俱楽部 1964.7
- 『創立七十五周年校舎並体育館落成記念誌』 静岡県立静岡高等学校 1956.12
- 『創立五十年記念号 校友会誌』第三十号 静岡県立静岡中学校校友会 1929.3
- 『回想 静岡中學校 戦中戦後の激動期を生きて』

## 静高を題材にした作品

### 漫画
- 『東大リベンジャーズ』[26]（作者：船津紳平）…週刊少年マガジン連載『東京卍リベンジャーズ』のパロディギャグ漫画。静高から東大に現役合格したが卒業後フリーター生活を送る主人公 井丁道武が、タイムリープして大学生活をやり直し、意中の早瀬ユウキ（静高卒、東大同級生）と結ばれるために奮闘する。